# حقوق الإنسان في إسواتيني
إسواتيني، آخر دولة متبقية في أفريقيا يحكمها نظام ملكي مطلق، صنفتها منظمة فريدوم هاوس في الفترة بين عامي 1972 و 1992 على أنها «شبه حرة»، لكنها عدلت التصنيف في عام 1993 باعتبارها «غير حرة». خلال تلك السنوات، تراجع تقييم منظمة فريدوم هاوس ل «الحقوق الأساسية» في إسواتيني من 4 إلى 7، فيما تراجع تقييم «الحريات المدنية» فيها من 2 إلى 5. فُرض حظر على إقامة الأحزاب السياسية في إسواتيني منذ عام 1973. وصف تقرير أصدرته منظمة هيومن رايتس ووتش في عام 2011 البلادَ بأنها «في خضم أزمة حوكمة خطيرة» مشيرًا إلى أنّ «سنوات من الإنفاق المفرط من قبل العائلة المالكة، وحالة عدم الانضباط المالي، إضافة إلى الفساد الحكومي، جعلت البلاد على شفا كارثة اقتصادية». في عام 2012 أصدرت اللجنة الأفريقية لحقوق الإنسان والشعوب (ACHPR) انتقادات حادة لسجل إسواتيني في مجال حقوق الإنسان ودعت حكومة البلاد إلى احترام التزاماتها تجاه ضمان حرية التعبير وتشكيل الاتحادات والمجالس. تشير منظمة هيومن رايتس ووتش إلى أن معدل البطالة الذي بلغ 40% في البلاد إضافة إلى الأجور المنخفضة التي تلزم 80% من الشعب الإسواتيني بالعيش بأقل من دولارين أمريكيين في اليوم، قد عرّضا الحكومة الإسواتينية «لضغوط متزايدة من نشطاء المجتمع المدني والنقابيين لتنفيذ إصلاحات اقتصادية ولفتح المجال أمام النشاط المدني والسياسي»، وأشارت هيومن رايتس ووتش أيضًا إلى «أن عشرات الاعتقالات قد وقعت خلال الاحتجاجات على سوء إدارة الحكومة وسجلها الحقوقي». 
تشمل مشاكل حقوق الإنسان في إسواتيني، وفقًا لتقرير صادر عن الخارجية الأمريكية في عام 2011، «عمليات القتل خارج نطاق القضاء على أيدي قوات الأمن؛ القتل الغوغائي؛ استخدام الشرطة وسائل تتضمن التعذيب والضرب والقوة المفرطة ضد المعتقلين؛ حصانة الشرطة؛ الاعتقالات التعسفية والاحتجاز المطول قبل الخضوع للمحاكمة؛ التدخل التعسفي في الأمور الخاصة و أمور المنزل؛ فرض قيود على حرية التعبير والصحافة ومضايقة الصحفيين؛ فرض قيود على حرية التجمع وإنشاء الجمعيات والتنقل؛ حظر النشاط السياسي ومضايقة النشطاء السياسيين؛ التمييز والعنف ضد المرأة؛ الإساءة للأطفال؛ الاتجار بالأشخاص؛ التمييز المجتمعي ضد أفراد مجتمع الميم (LGBT)؛ التمييز ضد ذوي الأعراق المختلطة والمواطنين البيض؛ مضايقة القيادات العمالية؛ فرض قيود على حقوق العمال؛ عمالة الأطفال. 
في شهر أغسطس 2011 حث صندوق النقد الدولي حكومة إسواتيني على تنفيذ إصلاحات مالية لمعالجة أزمتها المتفاقمة. في نفس الشهر، وافقت جنوب أفريقيا على إقراض إسواتيني 355 مليون دولار بشرط إجراء إصلاحات سياسية واقتصادية، لكن إسواتيني رفضت العرض. 

## لجنة حقوق الإنسان
في عام 2011، أشارت منظمة العفو الدولية إلى أن دستور إسواتيني ينص على إنشاء لجنة حقوق الإنسان ومفوضية الإدارة العامة. عُينت هذه اللجنة في عام 2009، لكنها تعمل «بغياب قانون تشريعي تمكيني» الأمر الذي يمنعها «من أداء مهامها والتزاماتها بشكل فعال». 

## منظمات حقوق الإنسان
تشمل المنظمات الأكثر نشاطًا في مجال حقوق الإنسان في إسواتيني مجموعة العمل الإسواتينية ضد الإساءة، ومحامون من أجل حقوق الإنسان في إسواتيني، والمرأة والقانون في جنوب أفريقيا، ومجلس كنائس إسواتيني، والكنيسة الرومانية الكاثوليكية. تعد هذه المجموعات، وغيرها، قادرة على العمل بشكل عام دون قيود، لكن الحكومة نادرًا ما تستجيب لمعطياتها. عادة ما تتعاون الحكومة مع الأمم المتحدة والهيئات الدولية الأخرى. في عام 2011، ووفقًا لمنظمة هيومن رايتس ووتش، شددت الشرطة الإسواتينية مضايقاتها على منظمات المجتمع المدني ومراقبتها لها، إذ «اعتقلت واحتجزت وحاكمت النشطاء بموجب التشريعات الأمنية» واتهمتهم بارتكاب جريمة الخيانة وغيرها من التهم. أشارت منظمة هيومن رايتس ووتش إلى أن «نشطاء المجتمع المدني ومنتقدي الحكومة قد أبلغوا عن زيادة حالات المضايقة والتفتيش ومصادرة المواد المكتبية فضلًا عن مراقبة الاتصالات الإلكترونية والمكالمات الهاتفية والاجتماعات من قبل السلطات»، وأن النشطاء يتعرضون في الكثير من الأحيان للتعامل بالقوة المفرطة والتعذيب وغيرها من ضروب المعاملة السيئة، إضافة إلى «انعدام وجود أي هيئة تحقيق مستقلة لتقديم الشكاوى لها فيما يتعلق بانتهاكات الشرطة». 

## حقوق أساسية
يحظر دستور البلاد التمييز على أساس العرق أو الجنس أو الإعاقة أو السن أو الإثنية أو الدين أو الرأي السياسي أو الوضع الاجتماعي. مع ذلك، لا تطبق الحكومة هذه المحظورات باستمرار. يعد الفساد منتشر على نطاق واسع في البلاد، خصوصًا في قطاع الشرطة، ولا يتم مكافحته بشكل فعّال. يتلقى المدراء والمدرسون رشاوى لقبول الطلاب في المدارس، وتعد المحسوبية بشكل عام شائعة جدًا في البلاد. لا يحظر قانون إسواتيني استخدام الشرطة للتعذيب، ولا يطبق أي حكم دستوري يتعلق بالتعذيب؛ وفي واقع الأمر، يستخدم ضباط الأمن التعذيب بشكل متكرر، وتستخدم الشرطة القوة المفرطة على نطاق واسع. العنف الغوغائي أمر متكرر الحدوث في إسواتيني، إذ يتعرض المشتبه بارتكابهم جريمة الاغتصاب بشكل خاص للضرب من قبل عصابات غوغاء نادرًا ما يتعرض أفرادها للمساءلة أو المعاقبة. الحكومة المحلية في الأساس تقع تحت سيطرة زعماء القبائل.
يتضمن الدستور ضمانات شديدة اللهجة للحريات الأساسية، لكنه يسمح في نفس الوقت للحكومة بتقييد هذه الحقوق أو تعليقها. تؤكد منظمة العفو الدولية أن هذه الحقوق مهددة، وبشكل خاص من قبل «التشريعات الأمنية القاسية، بما في ذلك قانون التحريض على الفتنة والأنشطة التخريبية وقانون قمع الإرهاب لعام 2008»، وترى المنظمة أن «أحكام القانون السابق غامضة ويمكن تفسيرها بطريقة تقيد حرية التعبير، من بين الحقوق الأخرى، بشكل كبير، وتسمح بفرض عقوبات تصل إلى السجن لمدة عشرين عام دون خيار دفع غرامة». تشير المنظمة أيضًا إلى أن «الأحكام الواردة في قانون مكافحة الإرهاب شاملة وغير دقيقة، في حين أن عقوبات الانتهاكات صارمة»، مع وضع تعريفات فضفاضة لمصطلح «العمل الإرهابي» على وجه الخصوص. استخدمت منظمة هيومن رايتس ووتش كلمة «شديد القسوة» لوصف قانون التحريض على الفتنة والأنشطة التخريبية. 
يجوز للملك تعليق قوانين حرية التعبير أو حرية الصحافة متى أراد. وتعد حرية التعبير مقيدة بشكل صارم بكل الأحوال، خاصة فيما يتعلق بالقضايا السياسية أو القضايا المتعلقة بالأسرة الحاكمة. يعرض انتقاد الملك المنتقد للملاحقة القضائية باعتباره مرتكب لجريمة إشعال فتيل الفتنة أو الخيانة، وتتعرض وسائل الإعلام التي تشارك بمثل هذه الانتقادات لخطر الإغلاق. تعد الرقابة الذاتية من قبل الصحافيين ممارسة معتادة. يمكن للصحف أن تنتقد أحيانًا فساد الحكومة إلا أنها دائمًا ما تكون حريصة على تجنب انتقاد الملك أو أسرته. يتعرض الصحافيون في إسواتيني للتهديد والاعتداء بصورة دائمة ومنظمة، وكثيرًا ما تُستخدم قوانين التشهير ضدهم بهدف تقييد أنشطتهم.